# John Shelby Spong
John Shelby "Jack" Spong (sinh ngày 16 tháng 6 năm 1931 - 2021) là một Giám mục đã về hưu của Giáo hội Giám nhiệm Hoa Kỳ. Từ năm 1979 đến năm 2000 ông là Giám mục của Giáo phận Newark (nằm tại Newark thuộc New Jersey). Ông là một nhà thần học theo chủ nghĩa tự do và là người kêu gọi một sự tái xem xét triệt để niềm tin Kitô giáo khỏi thuyết hữu thần và các giáo thuyết bảo thủ.

## Tiểu sử
John Shelby Spong sinh ngày 16 tháng 6 năm 1931 tại Charlotte, North Carolina, lớn lên ông theo học tại các trường cộng đồng ở địa phương. Ông tốt nghiệp cấp bậc danh dự Phi Beta Kapp tại UNC vào năm 1952, và nhận bằng Thạc sĩ Thần học tại Chủng viện Thần học Giám nhiệm ở Alexandria, Virginia. Hiện nay, chủng viện này và Đại học Saint Paul, Virginia đều cấp bằng Tiến sĩ Thần học danh dự cho Spong. John Shelby Spong viết: "[I have] immerse[d] myself in contemporary Biblical scholarship at such places as Union Theological Seminary in New York City, Yale Divinity School, Harvard Divinity School and the storied universities in Edinburgh, Oxford and Cambridge."
Spong làm mục sư ở Nhà thờ Giám nhiệm Thánh Giuse ở Durham, North Carolina từ năm 1955 đến 1957; ông là mục sư đầu tiên công tác tại nơi này. Từ năm 1957 đến 1965 ông làm mục sư tại giáo phận Calvary tại Tarboro, North Carolina; năm 1965-69 là mục sư tại Nhà thờ Giám nhiệm Thánh Gioan ở Lynchburg, Virginia; và trong khoảng 1969-76 là mục sư tại Nhà thờ Giám nhiệm Thánh Phaolô ở Richmond, Virginia. Ông từng giảng dạy tại nhiều chủng viện thần học lớn trên Hoa Kỳ, chủ yếu là Trường Thần học Harvard. John Shelby Spong về hưu vào năm 2000.
Spong mô tả cuộc đời mình giống như một sự thay đổi từ tư tưởng bảo thủ và lối hiểu cứng nhắc, giáo điều về Thánh kinh chuyển sang một quan niệm rộng rãi và dung hòa hơn đối với Kitô giáo. Trong một buổi phỏng vấn năm 2013, Spong đã ghi ơn một giám mục Anh giáo quá cố, ông John Robinson, xem ông này như là người hướng dẫn Spong trong cuộc đời. Spong nói rằng sau khi đọc những bài viết của Robinson trong thập niên 1960, ông và Robinson đã nảy sinh tình bạn và mối quan hệ thầy-trò trong suốt thời gian dài. Spong cũng vinh danh thầy Robinson trong trang mở đầu của tác phẩm A New Christianity for a New World (2002).

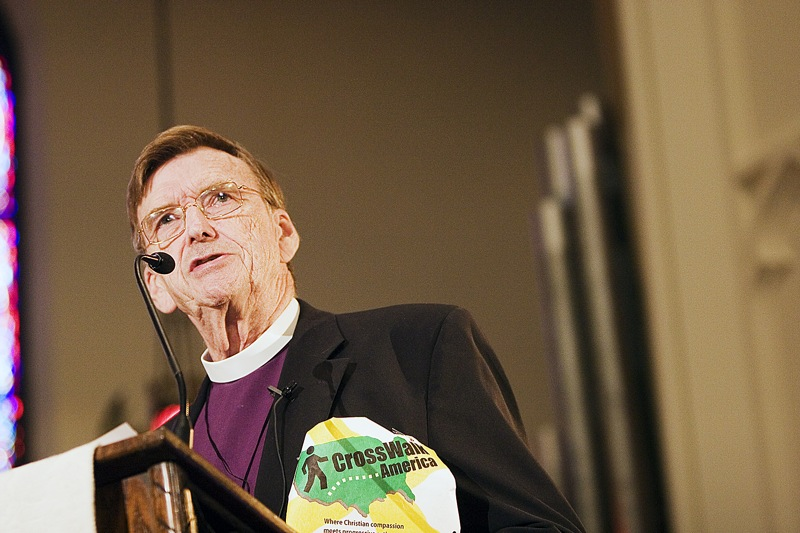
John Shelby Spong tại CrossWalk America, 2006

John Shelby Spong cũng nhận nhiều giải thưởng, trong đó có giải "Nhà Nhân bản của năm" (Humanist of the Year) vào năm 1999, Spong là một trong những người tham gia vào chương trình DVD Living the Questions và là khách mời của nhiều chương trình truyền hình quốc gia, tỉ như The Today Show, Politically Incorrect với Bill Maher, Dateline NBC, 60 Minutes, và Larry King Live). Lịch làm việc của Spong cho thấy ông thường xuyên đi diễn thuyết và giảng dạy tại nhiều nước trên thế giới.
John Shelby Spong là anh em họ của cựu Thượng nghị sĩ bang Virginia, đảng viên Đảng Dân chủ Hoa Kỳ, là ông William B. Spong, Jr.. Trong cuộc bầu cử lúc đó, William Spong là người đã đánh bại Thượng nghị sĩ hiện tại Absalom Willis Robertson, cha của nhà truyền giáo Pat Robertson.
Colin Cox đã dàn dựng một vở kịch mang tên A Pebble In My Shoe nói về cuộc đời của John Shelby Spong, và vở này được sản xuất bởi công ty Will & Company. Spong từng xem vở kịch này ít nhất mười hai lần tại nhiều nơi ở Hoa Kỳ.

## Các tác phẩm
Những tác phẩm của Spong viết dựa theo các nguồn dẫn trong Kinh thánh hoặc ngoài Kinh thánh, và chúng ảnh hưởng bởi lối phân tích mang tính phê phán của thời hiện đại (Spong, 1991). Spong đại diện cho một trường phái phân tích Thánh kinh ảnh hưởng bởi thuyết phổ biến của Peter Abelard và chủ nghĩa hiện sinh của Paul Tillich, nhà thần học mà Spong yêu thích.
Mô típ chủ đạo trong các trước tác của Spong đó là: cách hiểu và diễn giải truyền thống, theo nghĩa đen từng câu từng chữ trong Kinh thánh không phải là cách hiểu đúng, và kiểu diễn giải đó không thể hiện chân thật tình trạng của cộng đồng Kitô hiện đại. Ông cho rằng người ta cần phải có một cách diễn giải khác về Kinh thánh, dựa trên nền tảng của tri thức và tình thương, và phải tương thích với kiến thức hiện đại về vũ trụ và thế giới. Theo Spong, thuyết hữu thần không còn là phương tiện đáng tin để giải thích về bản chất của Thiên Chúa. Ông bộc bạch rằng, lý do mình theo đạo Kitô vì ông tin rằng Chúa Giêsu là người thể hiện hình ảnh một vị Chúa đầy tình thương và giàu đức hy sinh, và đó mới là ý nghĩa đích thực của câu nói "Giêsu là Thiên Chúa" (Spong, 1994 và Spong, 1991). Spong khẳng định rằng, Giêsu là người phàm được Thiên Chúa nhận làm con (Born of a Woman 1992) và đó là cách để Giêsu có thể trở thành hiện thân của Thiên Chúa.
John Shelby Spong là người đã lên tiếng bác bỏ những học thuyết như Maria Đồng trinh (Spong, 1992) hay người chết sống lại (Spong, 1994). Ông cũng phê phán văn kiện Dominus Iesus ban hành bởi Bộ Giáo lý Đức tin của Giáo hội Công giáo, vì văn kiện đó tuyên bố chỉ có Giáo hội Công giáo là giáo hội chân thật duy nhất và Giêsu là Đấng Cứu thế duy nhất của nhân loại.
Spong cũng tích cực ủng hộ việc nhà thờ phải theo kịp những thay đổi diễn ra trong xã hội. Ông kêu gọi cho một cuộc Cải Cách mới, yêu cầu phải thay đổi nhiều tín điều cơ bản trong Kitô giáo trước đây.
| “                    | Chúng ta phải bắt đầu từ nơi mình đang đứng. Khi tôi nhìn vào lịch sử tôn giáo, tôi thấy rằng những kiến giải mới về tôn giáo chỉ sinh ra trên nền tảng của những truyền thống cũ, khi các truyền thống cũ bắt đầu quá trình suy vong. Người ta không vứt bỏ hoàn toàn các kiến giải cũ, nhưng suy niệm kỹ lưỡng về chúng trên một cách nhìn mới mẻ, chỉ có bằng cách đó chúng ta mới có thể thay đổi hướng đi của tôn giáo. Những tín điều (Kitô giáo) thực ra là những bản tình ca của thế kỷ thứ 3 và 4, mà người ta soạn thảo ra để hát về cách hiểu Thiên Chúa của họ. Chúng ta không bắt chước theo họ từng câu từng chữ để có thể hiểu họ hay hát hòa theo họ. Tôi cho rằng các tôn giáo nói chung và Kitô giáo nói riêng bắt buộc phải thay đổi lần lần. Động lực thúc đẩy sự tiến hóa của tôn giáo chính là sự đối thoại giữa kiến thức của quá khứ với kiến thức của hiện tại. Tội ác của Kitô giáo đó là chúng ta khăng khăng nói rằng mình đã nắm được chân lý trong dạng thức mà ta tạo ra. | ” |
| — John Shelby Spong, | |   |

Ý kiến của Spong bị một số nhà thần học chỉ trích, đặc biệt là cựu Tổng giám mục Canterbury Rowan Williams. Nhưng Spong đã nhận được sự ủng hộ nhiệt tình của một số người khác, ví dụ như Michael Miller của Chủng viện Thần học Báptít Phương Nam (SBTS).

## 12 luận điểm cải cách của John Shelby Spong
1. Chủ nghĩa hữu thần, với tư cách là một cách diễn giải về Thượng đế, đã không còn có thể tồn tại. Vì vậy phần lớn định nghĩa và miêu tả về Thượng đế theo phương cách thần học hiện nay là vô nghĩa. Một cách thể mới về Thượng đế cần phải được tìm kiếm.
2. Vì Thượng đế không còn có thể được biểu hiện thông qua các thuật ngữ hữu thần, việc xem Chúa Giêsu là hiện thân của một vị thần là hoàn toàn vô nghĩa. Vì vậy phạm trù Cơ Đốc học trong thời điểm hiện nay đã phá sản.
3. Câu chuyện trong Kinh thánh về sự hoàn mỹ, sự khai sinh của muôn loài và tội tổ tông của loài người là một huyền thoại trước thời Darwin và là một câu chuyện vô nghĩa sau thời Darwin.
4. Sự trinh trắng của Đức Mẹ Maria, hiểu theo nghĩa hoàn toàn về mặt sinh học, điều làm nên nguồn gốc thần thánh của Chúa Giêsu, là hoàn toàn không thể xảy ra.
5. Các câu chuyện về sự mầu nhiệm trong Kinh Tân Ước không còn có thể được diễn giải trong một thế giới sau thời kỳ của Newton như là một hiện tượng siêu nhiên được thực thi bởi hóa thân của thần thánh.
6. Việc xem cây thập ác là biểu tượng của sự hy sinh thân mình để gánh lấy tội lỗi cho thế giới là một ý niệm man rợ dựa trên các khái niệm nguyên thủy về Thượng đế và vì vậy cần phải bị bãi bỏ.
7. Tái sinh là hành động của Thượng đế, còn Chúa Giêsu was raised into the meaning of God. It therefore cannot be a physical resuscitation occurring inside human history.
8. Vì vậy, câu chuyện về sự thăng thiên của chúa Giêsu và giả thuyết về một vũ trụ ba tầng không thể được xem là khái niệm về vũ trụ sau thời kỳ của Copernicus.
9. Không có bất cứ loại kinh sách nào, dù là viết trên giấy hay khắc trên đá có thể chi phối được đạo đức và năng lực hành vi của con người trong mọi lúc, mọi nơi.
10. Cầu nguyện không thể là một hành động được thực hiện dành cho một thực thể thánh thần trong lịch sử nhân loại theo một cách thức nào đó.
11. Hy vọng về cuộc sống sau khi chết phải được vĩnh viễn tách rời khỏi việc kiểm soát hành vi con người thông qua khen thưởng và trừng phạt. Giáo hội phải hoàn toàn từ bỏ việc viện vào tội lỗi như là một động cơ khích lệ, kiểm soát hành vi con người.
12. Tất cả mọi con người mang trong mình hình ảnh của Thượng đế phải được tôn trọng với đầy đủ những đặc tính của họ. Vì vậy, không có bất cứ đặc tính ngoại hình nào của một người dựa trên sắc tộc, chủng tộc, giới tính hay thiên hướng tình dục có thể được sử dụng như một căn cứ hợp lý cho việc kỳ thị.

## Tác phẩm đã xuất bản
- 1973 – Honest Prayer, ISBN 1-878282-18-2
- 1974 – This Hebrew Lord, ISBN 0-06-067520-9
- 1975 – Christpower, ISBN 1-878282-11-5
- 1975 – Dialogue: In Search of Jewish-Christian Understanding (co-authored with Rabbi Jack Daniel Spiro), ISBN 1-878282-16-6
- 1976 – Life Approaches Death: A Dialogue on Ethics in Medicine
- 1977 – The Living Commandments, ISBN 1-878282-17-4
- 1980 – The Easter Moment, ISBN 1-878282-15-8
- 1983 – Into the Whirlwind: The Future of the Church, ISBN 1-878282-13-1
- 1986 – Beyond Moralism: A Contemporary View of the Ten Commandments (co-authored with Denise G. Haines, Archdeacon), ISBN 1-878282-14-X
- 1987 – Consciousness and Survival: An Interdisciplinary Inquiry into the possibility of Life Beyond Biological Death (edited by John S. Spong, introduction by Claiborne Pell), ISBN 0-943951-00-3
- 1988 – Living in Sin? A Bishop Rethinks Human Sexuality, ISBN 0-06-067507-1
- 1991 – Rescuing the Bible from Fundamentalism: A Bishop Rethinks the Meaning of Scripture, ISBN 0-06-067518-7
- 1992 – Born of a Woman: A Bishop Rethinks the Birth of Jesus, ISBN 0-06-067523-3
- 1994 – Resurrection: Myth or Reality? A Bishop's Search for the Origins of Christianity, ISBN 0-06-067546-2
- 1996 – Liberating the Gospels: Reading the Bible with Jewish Eyes, ISBN 0-06-067557-8
- 1999 – Why Christianity Must Change or Die: A Bishop Speaks to Believers In Exile, ISBN 0-06-067536-5
- 2001 – Here I Stand: My Struggle for a Christianity of Integrity, Love and Equality, ISBN 0-06-067539-X
- 2002 – A New Christianity for a New World: Why Traditional Faith Is Dying and How a New Faith Is Being Born, ISBN 0-06-067063-0
- 2005 – The Sins of Scripture: Exposing the Bible's Texts of Hate to Reveal the God of Love, ISBN 0-06-076205-5
- 2007 – Jesus for the Non-Religious, ISBN 0-06-076207-1
- 2009 – Eternal Life: A New Vision: Beyond Religion, Beyond Theism, Beyond Heaven and Hell, ISBN 0-06-076206-3
- 2011 - Re-Claiming the Bible for a Non-Religious World, ISBN 978-0-06-201128-2